# Edslan, Dalsland
Edslan är en sjö i Bengtsfors kommun och Åmåls kommun i Dalsland och ingår i Göta älvs huvudavrinningsområde. Sjön är 35 meter djup, har en yta på 5,52 kvadratkilometer och är belägen 129 meter över havet.

## Delavrinningsområde
Edslan ingår i det delavrinningsområde (655381-130737) som SMHI kallar för Utloppet av Edslan. Medelhöjden är 173 meter över havet och ytan är 28,18 kvadratkilometer. Det finns inga avrinningsområden uppströms utan avrinningsområdet är högsta punkten. Snäcke kanal (Knarrbyån) som avvattnar avrinningsområdet har biflödesordning 3, vilket innebär att vattnet flödar genom totalt 3 vattendrag innan det når havet efter 197 kilometer. Avrinningsområdet består mestadels av skog (74 procent). Avrinningsområdet har 5,42 kvadratkilometer vattenytor vilket ger det en sjöprocent på 19,2 procent.